# Лумелоњо (Новара)
Лумелоњо (итал. Lumellogno) је насеље у Италији у округу Новара, региону Пијемонт.
Према процени из 2011. у насељу је живело 1633 становника. Насеље се налази на надморској висини од 135 м.